# 奧斯華·格拉西亞斯
奧斯華·格拉西亚斯（英語：Oswald Gracias；1944年12月24日—）是印度籍天主教司鐸級樞機及孟買總教區總主教。

## 生平
格拉西亞斯出生於1944年12月24日英屬印度孟買管轄區孟買。他承認自己是果阿天主教徒。他在Mahim的聖彌額爾學院完成了他的學業，並加入耶穌會在孟買的聖安多尼學院。他於1970年12月20日在孟買總教區晉鐸。他隨後於1976年至1982年期間在羅馬宗座傳信大學進修，並獲得了教會法博士學位和法學文憑。
他於1997年9月16日晉牧，並獲教宗若望·保祿二世任命為孟買總教區輔理主教，領布拉迪亞領銜教區主教銜。他於2000年9月7日改任阿格拉總教區總主教。
由於若望·迪亞斯樞機於2006年10月14日獲任命為聖座萬民福音部部長，因此他於2006年12月14日接替成為孟買總教區正權總主教。
教宗本篤十六世於2007年11月24日將他冊封為司鐸級樞機，領聖保祿十字架堂區領銜司鐸銜。2008年5月，他獲任命為宗座法典條文解釋理事會成員，並於2010年7月6日獲任為聖座禮儀及聖事部成員。2011年12月29日，他被任為宗座大眾傳播理事會成員，任期五年。他於2012年6月12日被任命為聖座教育部成員。